# Corrado Ocone
Corrado Ocone (Benevento, 5 marzo 1963) è un filosofo e saggista italiano.
Si occupa soprattutto di temi concernenti il neoidealismo italiano e la teoria del liberalismo.

## Biografia
Allievo di Raffaello Franchini, è borsista dell'Istituto Italiano per gli Studi Storici di Napoli negli anni 1993-1994. Qui ha l'opportunità di lavorare direttamente nella biblioteca personale di Benedetto Croce e con l'aiuto di Alda Croce, figlia del filosofo, raccoglie e analizza il materiale scritto nel mondo su di lui. Un frutto parziale e selezionato del suo lavoro vede la luce nel 1993 nel volume Bibliografia ragionata degli studi su Benedetto Croce pubblicata dalla ESI (Edizioni Scientifiche Italiane) di Napoli, che vince l'anno successivo la prima edizione del "Premio nazionale di saggistica Benedetto Croce", istituito dall'Istituto Nazionale Studi Crociani.
È stato direttore scientifico della Fondazione Luigi Einaudi di Roma, dalla quale è stato successivamente allontanato per le sue posizioni sovraniste.
Successivamente è entrato a far parte della Fondazione Giuseppe Tatarella ed è diventato Direttore Scientifico di Nazione Futura.
È anche membro del Comitato Scientifico della Fondazione Cortese di Napoli, del Comitato Storico Scientifico della Fondazione Bettino Craxi, del Comitato Scientifico dell'Istituto Internazionale Jacques Maritaine del Comitato Scientifico della Fondazione Farefuturo. Inoltre, è consigliere scientifico del Centro Studi Politici e Strategici Machiavelli.

## Attività e pensiero
Nel 1995 fonda a Napoli, con un piccolo gruppo di laureati e laureandi della Federico II, cittadini sanniti e napoletani, il trimestrale CroceVia edito dalla ESI (Edizioni Scientifiche Italiane), che si propone di rinnovare il messaggio crociano e che entra in poco tempo nel dibattito culturale nazionale.
Nel 2008 i suoi studi crociani prendono corpo nel volume Benedetto Croce, Il liberalismo come concezione della vita, pubblicato dall'editore Rubbettino nella collana “Maestri liberali” della Fondazione Luigi Einaudi di Roma. Il volume, presentando l'immagine originale di un Croce partecipe del processo europeo di distruzione delle categorie epistemiche, ha numerose recensioni.
A partire dalla sua interpretazione di Croce, Ocone elabora la prospettiva di un liberalismo senza teoria, cioè storicistico e non fondazionistico.
Il suo progetto filosofico può essere così formulato: riconquistare il liberalismo alla filosofia; ritornare in filosofia all'idealismo; ricongiungere il liberalismo con l'idealismo (si vedano, a tal proposito, gli interventi di Ocone nella polemica fra neorealisti e postmodernisti).
In quest'ordine di discorso, Ocone ritiene che la critica rivolta a Croce di essere un liberale anomalo, in quanto nel suo pensiero il concetto di individuo sarebbe sacrificato, vada ribaltato: l'individualismo non è affatto consustanziale al liberalismo, ma si è legato ad esso solo in una sua prima fase di sviluppo (all'inizio della modernità). Quello di Ocone è un liberalismo che non prescinde né dal senso storico né dal realismo politico.
Successivamente il pensiero di Ocone ha assunto molti caratteri propri dello scetticismo politico di Michael Oakeshott, in particolare della sua critica del razionalismo, del perfezionismo e del paternalismo. Egli ha pertanto insistito sul carattere “anticonformistico” e “eretico” del liberalismo, sulla priorità in esso del momento “negativo” o della contraddizione. La critica delle ideologie, e in particolare del “politicamente corretto”, diviene in quest'ottica il correlato pratico degli approdi antimetafisici della filosofia contemporanea. E filosofia e liberalismo finiscono per coincidere.
Da ultimo, la sua riflessione ha messo a tema il significato teorico e storico dell’affermarsi dei cosiddetti “populismi” e “sovranismi”. Essi, prima di essere ostracizzati, vanno per Ocone capiti: pur in modo confuso e contraddittorio, lungi dall'essere un “incidente di percorso” incorso al processo di globalizzazione in atto, essi ne segnalano la definitiva crisi dell’ideologia portante: il globalismo. Questa ideologia può essere considerata una radicalizzazione coerente della mentalità illuministica e progressista, cioè da una parte del processo di secolarizzazione e razionalizzazione e dall'altra dello speculare e connesso relativismo e nichilismo. I “populismi” sono perciò per Ocone movimenti di reazione ai meccanismi di spoliticizzazione (e connesso “disciplinamento” in senso foucaultiano) propri della globalizzazione, che aveva definito la sua ideologia all’incrocio fra le idee di due “deviazioni” dell’autentico liberalismo: il neoliberismo, sul versante economico, e la cultura liberal sul versante di un diritto globale fortemente eticizzato.
Una particolare attenzione Ocone ha dedicato al concetto di libertà, al suo carattere ancipite e non risolto né risolvibile. La riflessione dell’ultimo Croce, segnata dalla categoria della Vitalità, viene perciò messa in tensione con quella di autori come Schelling, Heidegger, Pareyson, in prospettiva di una “teoria speculativa della libertà” che precisa il “liberalismo come teoria” sempre più come “liberalismo tragico”, nel senso etimologico di non conciliabile. In particolare, il rapporto fra libertà e sicurezza, reso sempre più urgente dal governo delle emergenze, a cominciare da quella pandemica, ha un senso solo se si tiene aperta la dimensione dilemmatica, ovvero la tensione fra i due concetti, una tensione o un dilemma.
Ocone ha scritto su diverse riviste scientifiche e culturali e sui maggiori organi di stampa nazionali. È stato, in diversi periodi e per più anni, condirettore di Critica Liberale, consulente editoriale di MicroMega e nella redazione di Reset, Le ragioni del socialismo e Mondoperaio. Attualmente è nella redazione della rivista Le Sfide, edita dalla Fondazione Craxi, e nel Comitato editoriale dell quotidiano online L’Occidentale. Collaboratore di Libero e de Il Riformista, è opinionista politico di Formiche, HuffPost Italia e sul blog di Nicola Porro.
È stato consigliere politico della Presidenza del Consiglio dei ministri del Governo Draghi nell’ambito dello staff del Sottosegretario di Stato all'informazione e all'editoria Giuseppe Moles.

## Curiosità
Un estratto di un suo articolo (Intervista a Remo Bodei, in Corrado Ocone, Prendiamola con filosofia, Il Mattino, 30/12/2003) è stato utilizzato dal Ministero dell'Istruzione, dell'Università e della Ricerca come documento per la stesura della traccia della prova scritta di Italiano negli esami di Stato conclusivi dei corsi di studio di istruzione secondaria superiore a.s. 2003/2004 (Tipologia B - Redazione di un saggio breve o di un articolo di giornale - 2. Ambito socio-economico - Argomento: La riscoperta della necessità di «pensare»).
Nella sezione Dal dopoguerra ai giorni nostri, Percorso 9f Il dibattito delle idee - 
Dall'“impegno” al postmoderno, del volume 6 (Dal periodo tra le due guerre ai giorni nostri) dell'antologia "Il piacere dei testi", editore Paravia, è contenuto il suo saggio "Né neorealisti né postmodernisti" da "qdR".

## Opere
- 2024 Radici e libertà. Una filosofia per l'Europa, Historica, Cesena
- 2023  (a cura di) Giovanni Gentile, La tradizione italiana, Historica, Cesena
- 2023  (a cura di) Piero Gobetti, Italiani illustri, Historica, Cesena[30]
- 2022 Il non detto della libertà, Rubbettino, Soveria Mannelli[31]
- 2022  (a cura di) Benedetto Croce, Perché non possiamo non dirci cristiani, Historica, Cesena[32]
- 2021 Salute o libertà: un dilemma storico filosofico, Rubbettino, Soveria Mannelli[33]
- 2020  (con Marco Gervasoni) Coronavirus. Fine della globalizzazione, Il Giornale, Milano
- 2019 La chiave del secolo. Interpretazioni del Novecento, Rubbettino, Soveria Mannelli[34]
- 2019 Europa. L'Unione che ha fallito, Historica, Cesena[19]
- 2018 La cultura liberale. Breviario per il nuovo secolo, Giubilei Regnani, Roma-Cesena[35]
- 2016 Attualità di Benedetto Croce, Castelvecchi, Roma[36]
- 2016 Il liberalismo nel Novecento: da Croce a Berlin, Rubbettino, Soveria Mannelli[37]
- 2015 (curatore) Il liberale che non c'è. Manifesto per l'Italia che vorremmo, Castelvecchi, Roma[38]
- 2014 (con altri autori) I grandi maestri del pensiero laico, Claudiana, Torino[39]
- 2014 (curatore) Robin George Collingwood, Autobiografia, Castelvecchi, Roma[40]
- 2013 (con Donatella Di Cesare e Simone Regazzoni) Il nuovo realismo è un populismo, Il Nuovo Melangolo, Genova[41]
- 2012 (a cura di Pietro Reichlin e Aldo Rustichini) Pensare la sinistra. Tra equità e libertà, Laterza, Roma-Bari[42]
- 2011 Liberalismo senza teoria, Rubbettino, Soveria Mannelli[43]
- 2011 (con Dario Antiseri), Liberali d'Italia, Rubbettino, Soveria Mannelli[44]
- 2010 (con altri autori) Le parole del tempo. Lessico del mondo che cambia, a cura di Pierfranco Pellizzetti, Manifesto libri, Roma[45]
- 2010 (con altri autori), Spettri di Derrida, a cura di Carola Barbero, Simone Regazzoni e Amelia Voltolina, Annali della Fondazione europea del Disegno (Fondation Adami), 2009/5, Il Nuovo Melangolo, Genova[46]
- 2009 Profili riformisti. 15 pensatori liberal per le nostre sfide, con prefazione di Emanuele Macaluso, Rubbettino, Soveria Mannelli[47]
- 2008 Karl Marx visto da Corrado Ocone, con prefazione di Paolo Savona, Luiss University Press (Collana "Momenti d'oro dell'economia"), Roma[48]
- 2006 (curatore con Nadia Urbinati), La libertà e i suoi limiti. Antologia del pensiero liberale da Filangieri a Bobbio, Laterza, Roma-Bari[49]
- 2005 Benedetto Croce. Il liberalismo come concezione della vita, (prefazione di Valerio Zanone), Rubbettino, Soveria Mannelli[50]
- 2003 (curatore), Bobbio ad uso di amici e nemici, con postfazione di Giuliano Amato, I libri di Reset, Marsilio Editori, Venezia[51]
- 1999 (curatore con Enzo Marzo), Manifesto laico, Laterza, Roma-Bari[52]
- 1996 (coautore, a cura di Maurizio Viroli), Lessico repubblicano, Fondazione Giovanni Agnelli, Torino[53]
- 1993 Bibliografia ragionata degli scritti su Benedetto Croce; prefazione di Vittorio Stella, Edizioni Scientifiche Italiane, Napoli[54]